# Burchard von Ursberg
Burchard von Ursberg, auch Burchard von Biberach (* vor 1177 in Biberach (wahrscheinlich das württembergische Biberach an der Riß oder in Biberach, dem Ortsteil von Roggenburg); † 1230 oder 1231 in Kloster Ursberg) war ein mittelalterlicher
Geschichtsschreiber.

## Leben und Wirken
Burchard von Ursberg wurde 1202 Priester, trat 1205 in ein Prämonstratenserkloster ein und wurde 1215 Propst des Stiftes Ursberg, was er vermutlich bis zu seinem Tode blieb. In Schussenried begann er seine Weltchronik, für die er die Chronik Eckehards von Zwiefalten als Vorbild nahm. Außerdem entnahm er umfangreiche Passagen aus der Chronik des Johannes von Cremona, eines Zeitgenossen Friedrichs I., von der nur diese Auszüge erhalten sind. Ab Heinrich VI. sind seine Aufzeichnungen dann eigenständig. Burchard ist staufisch orientiert und formuliert manche Kritik am Papst. Sein Nachfolger Konrad von Lichtenau führte die Chronik bis 1229 fort.

## Werkausgaben
- Burchardus <Urspergensis>: Chronicon Abbatis Urspergensis a Nino ... usque ad Fridericum II., Augsburg 1515. Online
- Georg Heinrich Pertz u. a. (Hrsg.): Scriptores (in Folio) 23: Chronica aevi Suevici. Hannover 1874, S. 333–390 (Monumenta Germaniae Historica, Digitalisat)
- Quellen zur Geschichte der Welfen und die Chronik Burchards von Ursberg, herausgegeben und übersetzt von Matthias Becher unter Mitarbeit von Florian Hartmann und Alheydis Plassmann (Ausgewählte Quellen zur deutschen Geschichte des Mittelalters. Freiherr-vom-Stein-Gedächtnisausgabe 18b), Darmstadt 2007, ISBN 978-3-534-07564-5.